# Shaking the Tree
Shaking the Tree: Sixteen Golden Greats è la prima raccolta di successi di Peter Gabriel, pubblicata nel 1990. Include canzoni a partire dal suo primo album solista (Peter Gabriel, 1977) sino al 1989. Come il resto del catalogo, questa raccolta è stata rimasterizzata nel 2002.
Le canzoni sono ordinate senza riguardo all'anno di pubblicazione. Alcuni pezzi sono diversi rispetto alle versioni dei rispettivi album. La maggior parte delle canzoni sono state accorciate per questioni di spazio. Shaking the Tree, una canzone del 1989 di Youssou N'dour, è ripresentata con un nuovo accompagnamento vocale di Peter Gabriel. I Have the Touch è accreditata come remix del 1983, ma suona come il remix del 1985; la maggior parte dei critici pensa che i due remix siano identici.
Here Comes the Flood è invece una registrazione completamente nuova. Questa versione di solo pianoforte e voce è più semplice rispetto a quella che si può ascoltare nel primo album dell'artista.

## Tracce
Testi e musiche di Peter Gabriel, eccetto dove indicato diversamente; edizioni musicali Geffen Records.
1. Solsbury Hill (da Peter Gabriel I, 1977) – 4:20
2. I Don't Remember (Edit) (da Peter Gabriel II, 1980) – 3:48
3. Sledgehammer (Edit) (da So, 1986) – 4:54
4. Family Snapshot (Edit) (da Peter Gabriel III, 1980) – 4:25
5. Mercy Street (Edit) (da So, 1986) – 4:43
6. Shaking the Tree (1990 remix) (con Youssou N'Dour, da The Lion del 1989) – 6:23 (Youssou N'Dour)
7. Don't Give Up (Edit) (con Kate Bush da So, 1986) – 5:54
8. San Jacinto (Edit) (da Peter Gabriel IV, 1983) – 6:40
9. Here Comes the Flood (1990 re-recording) (nuova registrazione, da Peter Gabriel I del 1977) – 4:31
10. Red Rain (da So, 1986) – 5:35
11. Games Without Frontiers (Edit) (da Peter Gabriel III, 1980) – 3:57
12. Shock the Monkey (Radio edit) (da Peter Gabriel IV, 1983) – 3:56
13. I Have the Touch (1983 remix) (da Peter Gabriel IV, 1983) – 3:44
14. Big Time (da So, 1986) – 4:25
15. Zaar (Edit) (da Passion: Music for The Last Temptation of Christ, 1989) – 2:56
16. Biko (Edit) (da Peter Gabriel III, 1980) – 6:54

Durata totale: 77:05

## Musicisti addizionali per i remix
- Peter Gabriel – nuovo accompagnamento vocale nella traccia 6, pianoforte e voce nella traccia 9, tastiere addizionali e voce nella traccia 13.
- Simon Phillips – batteria nella traccia 13.